# Vera Springveer
Vera Springveer was een drag-act van de Nederlandse artiest en zanger Charles Lücker (Amsterdam, 7 maart 1965 – Amsterdam, 9 juli 2008).
Charles Lücker werd geboren in De Pijp en groeide op in Bos en Lommer, als enig kind van Nel Korndörffer (1932) en Koos Lücker. Als tiener liep hij van huis weg en vond hij onderdak bij actrice Nelly Frijda. Later kwam hij terecht in de krakersbeweging en sloot hij zich aan bij een kunstenaarscollectief rond Diana Ozon en Peter Pontiac. In deze periode trad hij voor het eerst op feestjes op als travestiet. Lücker maakte zijn debuut als nachtclubzangeres Vera Springveer tijdens de travestietenshow Club Chique, georganiseerd door Hellun Zelluf in discotheek Mazzo.
In 1990 trad hij met Hellun Zelluf op in De Kleine Komedie. Verder zong hij als Springveer een duet met het carillon van de Westerkerk, in memoriam Johnny Jordaan en bij de Smartlappenband die optrad bij de opening van de Amsterdam ArenA.
In 2002 presenteerde Vera Springveer Strapless in Soho, een wekelijks programma in Panama met Monique Klemann. Verder maakte Lücker als Springveer deel uit van de meidenband Girls Wanna Have Fun. Hij werkte samen met organisaties als SAD/Schorerstichting om hiv en aids onder de aandacht te brengen. Vanaf ongeveer 2000 trad hij ook als zanger onder eigen naam op. In 2002 verscheen de documentaire Charles van regisseur Eddi Bal, waarin Lücker over een periode van twee jaar werd gevolgd.
Lücker overleed op 43-jarige leeftijd aan de gevolgen van aids en werd begraven op Zorgvlied.